# 비그밤
비그밤(Wigwam)은 1968년 헬싱키에서 결성된 핀란드 프로그레시브 록 밴드이다.

## 69-74
비그밤은 드러머 로니 외스테르베르그가 활동하던 블루스 섹션이 해체되면서 결성되었다. 3인조로 시작했으나 로니는 곧 블루스 섹션에서 함께 활동했던 영국인 짐 펨브로크를 합류시켰으며 1년뒤에 페카 포욜라가 참여했다. 이들은 러브레코드와 계약하고 첫 싱글을 냈으며 1집 hard n'horny를 69년에 발매한다. A면은 구스타프손의 철학적인 작곡으로 메워졌으며 B면은 펨브로크의 작은 록오페라로 채워진 야심작이었다. 초판 400매는 멤버들이 각자 다른 그림을 그려넣은 수작업 앨범으로 판매되었다. 두번째 싱글 Luulosairas도 판매고가 괜찮아서 비그밤의 데뷔작은 밴드와 러브레코드 양쪽에 도움이 되는 앨범이었다. 이들은 뮤지컬 '헤어' 관련 무대와 다른 영화음악 작업도 시작하게 되었다.
2집 Tombstone Valentine는 70년에 나왔다. 미국 프로듀서 킴 파울리가 작업했는데 그는 비그밤 1집에 대한 기사를 읽고 이들이 이후 비틀즈의 Sgt. Pepper나 더 후의 Tommy같은 것을 만들 수도 있다고 생각했다. 그의 이런 작업방식에 반발한 기타리스트 닉케는 밴드를 떠나고 그 자리를 타사발란 프레시덴티의 주카 톨로넨과 다른 세션 기타리스트가 메우게 된다. 그렇게 만들어진 2집은 더 밴드나 트래픽 (밴드), 프로콜 하럼 등의 사운드와 꽤 유사해졌다. 파울리는 미국에서 이 앨범을 발매하면서 기존 블루스 섹션 때의 곡들을 모아 더블앨범으로 만들어서 출시했다.
3집 Fairyport는 더블앨범으로 구상되어 71년 말에 출시되었다. 스튜디오 곡과 앨범 곡을 묶어서 낸 이 앨범에는 구스타프손이 만든 책자가 포함되어 있었다. 이후 핀란드 프로그의 대표적 앨범으로 인정받게 된다. 이후 3년간 밴드는 앨범을 내지 못했다. 그 사이 러브 레코드에서는 이들의 염가 베스트 앨범을 하나 내었고 그 사이 페카 포욜라와 짐 펨브로크는 솔로 앨범을 낸다.
74년작 Being은 평론가들의 찬사를 받았다. 핀란드 록의 수준을 한단계 높였다는 평가와 함께 컬트적인 작품이 되었으며 역시 전작처럼 자신들의 세계관을 담은 책자가 포함되어 있었다. 영국과 미국에서도 인지도가 생기기 시작했고 킹 크림슨의 이언 맥도날드가 NME에서 공개적으로 칭찬하기도 했다. 하지만 점차 구스타프손의 존재감만 커져가서 밴드에 균열이 생기기 시작했다. 이들은 마지막 투어를 마치고 해산상태가 되는데 그 때의 공연은 Live Music from the Twilight Zone으로 남아있다.

## 75-78
남은 짐과 로니는 멤버를 다시 모아서 밴드명을 잠시 비글루(Wigloo)로 바꾸려다 그냥 비그밤으로 두고 포르보에 머물며 연습을 재개한다. 새로운 비그밤은 이전에 비해 음악적으로 단순해지고 록적인 사운드를 내게 되었다. 75년작 Nuclear Nightclub는 타사발란 프레시덴티 출신의 기타리스트 리카르트가 작곡과 연주에서 많이 기여한 앨범이었다. 이들이 골드를 받은 유일한 앨범으로 이후 평론가들도 좋게 평가한 앨범이다.
좋은 평가를 받은 비그밤은 영국의 버진과 계약을 맺고 영국에서의 활동을 개시한다. 이들은 마키 클럽을 비롯한 영국내 투어를 가졌으며 하이드 파크에서 무료 공연을 가지기도 했다. Georg Malmstén 기금을 받기도 하는 등 75년은 이들이 가장 성공을 거둔 해가 되었다. 이들은 좀 더 본격적인 활동을 위해 영국이나 네덜란드로 거주지를 옮기라는 요구를 받았지만 러브레코드 입장에서는 그정도까지 할 수 있는 상황이 아니었다.
76년 Lucky Golden Stripes and Starpose을 내었고 전작과 유사한 사운드를 담았으나 전작만큼의 성공은 거두지 못했다. 이들은 공 (밴드)과 함께 공연을 했고 로스킬레 축제에서도 연주했다. 하지만 앨범도 상업적으로 부진했고 이후 공연의 인기도 사그러들자 버진은 이들에게서 관심이 없어졌다. 새 앨범이 녹음되었지만 발매를 거부해서 여러 곡들을 교체하고 나서야 겨우 발매 승인이 났다.
77년 말에 발매된 Dark Album은 앨범도 어두웠지만 당시의 경기침체와 펑크의 바람으로 거의 주목받지 못했다. 결성 10주년 투어를 가졌다. 영국에서 컴필레이션 Rumors on the Rebound이 발매되어 약간의 호평을 받았으며 당뇨병을 앓고있던 드러머 로니가 80년에 자살했다. 밴드는 다시 해체상태로 들어갔다.
비그밤은 90년대에 재결성해서 활동하고있다.

## 앨범 목록
- Hard 'n' Horny (1969)
- Tombstone Valentine (1970)
- Fairyport (1971)
- Hot Thumbs O'Riley: Wicked Ivory (1972) (as Jim Pembroke)
  - Wigwam (1972)
- Jim Pembroke & Wigwam: Pigworm (1974) (as Jim Pembroke)
- Being (1974)
- Nuclear Nightclub (1975)
  - Live Music from the Twilight Zone (1975)
- The Lucky Golden Stripes and Starpose (1976)
- Jim Pembroke: Corporal Cauliflowers Mental Function (1977) (as Jim Pembroke)
- Dark Album (1977)
  - Fresh Garbage - Rarities 1969-1977 (2000)
  - Rumours on the Rebound (1979)
  - Classics - The Rarest (1990)
- Light Ages (1993)
  - Highlights (1996)
  - Wigwam Wigwam Plays - Live (2001)
- Titans Wheel  (2002)
- Some Several Moons (2005)